# Альберти, Энрико
Энри́ко Альбе́рти (итал. Enrico Alberti; род. 24 мая 1947, Кортина-д’Ампеццо, Венеция) — итальянский кёрлингист.
В составе мужской сборной Италии участник чемпионата мира 1982 (заняли шестое место) и шести чемпионата Европы 1982 (заняли тринадцатое место). Чемпион Италии среди мужчин. В составе мужской сборной ветеранов Италии участник двух чемпионатов мира (лучший результат — девятое место в 2003).
Играл в основном на позициях второго и третьего.

## Достижения
- Чемпионат Италии по кёрлингу среди мужчин: золото (1982).

## Команды
| Сезон   | Четвёртый     | Третий          | Второй              | Первый                  | Запасной      | Турниры             |
| ------- | ------------- | --------------- | ------------------- | ----------------------- | ------------- | ------------------- |
| 1981—82 | Андреа Павани | Джанкарло Вальт | Энрико Альберти     | Энеа Павани             |               | ЧМ 1982 (6 место)   |
| 1982—83 | Андреа Павани | Энрико Альберти | Джанкарло Вальт     | Gianantonio Gillarduzzi |               | ЧЕ 1982 (13 место)  |
| 2002—03 | Dino Zardini  | Энрико Альберти | Valerio Constantini | Gianantonio Gillarduzzi |               | ЧМВ 2003 (9 место)  |
| 2004—05 | Dino Zardini  | Энрико Альберти | Roberto Fassina     | Valerio Constantini     | Angelo Pezzin | ЧМВ 2005 (13 место) |

(скипы выделены полужирным шрифтом)